# Raposo Tavares (distrito de São Paulo)
Raposo Tavares é um distrito situado na zona oeste do município de São Paulo.
O distrito de Raposo Tavares pertence a Sub-prefeitura do Butantã, sendo cortado pela rodovia com o mesmo nome. Faz divisa com os distritos de Rio Pequeno, Butantã e Vila Sônia e com os municípios de Osasco, Cotia e Taboão da Serra.

## Bairros

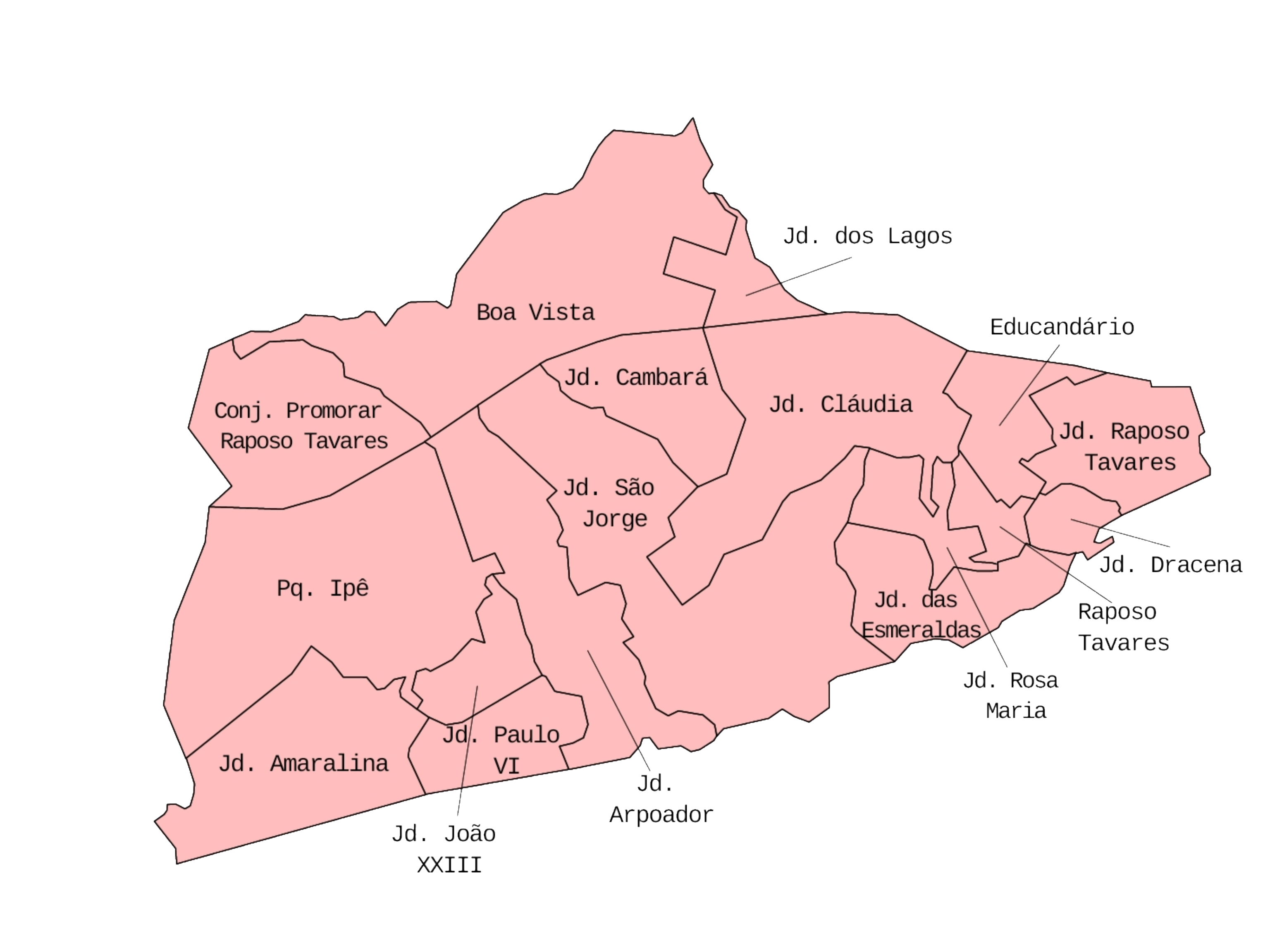

O distrito de Raposo Tavares é dividido em 33 bairros, que são:
• Cohab Educandário
• Cohab Raposo Tavares
• Conjunto Promorar Raposo Tavares
• Educandário
• Jardim Amaralina
• Jardim Arpoador
• Jardim Batalha
• Jardim Boa Vista
• Jardim Cambará
• Jardim Cláudia
• Jardim das Esmeraldas
• Jardim Dracena
• Jardim Educandário
• Jardim Gilda Maria
• Jardim Guaraú
• Jardim João XXIII
• Jardim Lago
• Jardim Lúcia
• Jardim Lúcio de Castro
• Jardim Luiza
• Jardim Maria Augusta
• Jardim Monte Belo
• Jardim Paulo VI
• Jardim Raposo Tavares
• Jardim Rosa Maria
• Jardim Rubini
• Jardim Rúbio
• Jardim São Jorge
• Jardim Uirapuru
• Parque Ipê
• Raposo Tavares
• Vila Borges
• Vila Maria Augusta

## Características
No geral, o distrito é formado por bairros de classe média-baixa, favelas e condomínios classe média-alta, com rápido acesso pelas vias:
- Rodovia Raposo Tavares
- Rodoanel Mário Covas

- Avenida Escola Politécnica (parte final da mesma)

- Avenida Engenheiro Heitor Antonio Eiras Garcia (Parte)

Há, ainda, dois conjuntos habitacionais importantes, Cohab Educandário e Cohab Raposo Tavares. O distrito de Raposo Tavares faz limite com os seguintes municípios: Cotia, Osasco e Taboão da Serra.

## Topônimo
O nome do distrito é em homenagem tanto ao bandeirante Raposo Tavares quanto ao nome da Rodovia Raposo Tavares, sendo que esta corta o distrito de leste a oeste.

## História
O distrito de Raposo Tavares é uma região que começou a ser loteada nos anos 70; era uma região remota e de difícil acesso, mesmo sendo cortada pela Rodovia Raposo Tavares. O distrito teve uma grande crescimento populacional nos anos 80 e 90, com isso não somente cresceram os loteamentos na região, mas também houve o crescimento de favelas e invasões. Desde os anos 2000 vem crescendo bastante o aparecimento de novos condomínios de apartamentos.
Foi definido como um distrito da cidade de São Paulo pelas leis nº 10.932 de 15 de janeiro de 1991 e nº 11.220, de 25 de maio de 1992, participando da atual divisão municipal dos 96 distritos.
O Parque Raposo Tavares, situado na divisa com o distrito de Vila Sônia, é o principal ponto de lazer do distrito. Ele foi inaugurado em 1981, em um espaço onde antes funcionava um aterro sanitário, e conta com 195 mil m² de área.
O presídio feminino do Butantã está localizado no km 19 da Rodovia Raposo Tavares ao lado da Fundação CASA, no limite com o município de Osasco. 

## Demografia
Evolução demográfica do distrito de Raposo Tavares